# Logaritmická rovnice
Logaritimická rovnice je tehdy, pokud je neznámá v logaritmu.
Příklad, jak může rovnice vypadat: {\displaystyle (3-x)\cdot \log x=(2-x)\cdot \log 4}

## Řešení logaritmické rovnice

### Odstraněním logaritmu
1. {\displaystyle {\frac {1}{7}}\log _{2}(3x-5)=0}
  1. Podmínkou je, že {\displaystyle 3x-5>0}
  2. {\displaystyle 3x>5}
  3. {\displaystyle x>{\frac {5}{3}}}
2. Z 0 uděláme logaritmus o stejném základu jako je na levé straně, čili o základu 2:
{\displaystyle {\frac {1}{7}}\log _{2}(3x-5)=\log _{2}1}
3. {\displaystyle {\frac {1}{7}}} napíšeme jako exponent:
{\displaystyle \log _{2}(3x-5)^{\frac {1}{7}}\ =\log _{2}1}
4. Nyní můžeme odstranit logaritmus na obou stranách, protože mají stejné základy:
{\displaystyle (3x-5)^{\frac {1}{7}}\ =1}
5. Z exponentu {\displaystyle {\frac {1}{7}}} uděláme sedmou odmocninu:
{\displaystyle {\sqrt[{7}]{3x-5}}=1}
6. Celou rovnici umocníme na 7:
{\displaystyle 3x-5=1}
7. Nyní to budeme řešit jako lineární rovnici:
{\displaystyle 3x=1+5}
8. {\displaystyle 3x=6}
9. Celou rovnici vydělíme 3:
{\displaystyle x=2}

Výsledek vyhovuje (dle podmínky) a tím je vyřešena logaritmická rovnice.

### S pomocí vztahů které platí pro logaritmy
1. {\displaystyle \log _{a}{\frac {b}{c}}=\log _{a}b-\log _{a}c}
2. {\displaystyle \log _{a}b*c=\log _{a}b+\log _{a}c}
3. {\displaystyle \log _{a}x^{n}=n*\log _{a}x}
4. {\displaystyle a^{\log _{a}x}=x}
5. {\displaystyle \log _{a}b={\frac {\log _{x}b}{\log _{x}a}}}   Používá se u logaritmů s různými základy

#### 1. rovnice
1. {\displaystyle (3-x)\cdot \log 2=(2-x)\cdot \log 4}
2. Roznásobíme závorky:
{\displaystyle 3\log 2-x\log 2=2\log 4-x\log 4}
3. členy rovnice s x přesuneme na druhou stranu rovnice
{\displaystyle x\log 4-x\log 2=2\log 4-3\log 2}
4. Vytkneme x a na pravé straně použijeme vzorec 3. 
{\displaystyle x*(\log 4-\log 2)=\log 4^{2}-\log 2^{3}}
5. převedeme závorku na druhou stranu a použijeme vzorec 1.
{\displaystyle x={\frac {\log {\frac {16}{8}}}{\log {\frac {4}{2}}}}}
{\displaystyle x={\frac {\log 2}{\log 2}}}
6. A máme tu řešení
{\displaystyle x=1}

#### 2. rovnice
1. {\displaystyle x^{\log x}=100x}
2. zlogaritmujeme: 
{\displaystyle \log(x^{\log x})=\log(100x)}
3. použijeme vztahy 2. a 3. 
{\displaystyle \log x*\log x=\log 100+\log x}
4. log 100 = 2 a zavedeme substituci {\displaystyle \log x=a}
{\displaystyle a^{2}=2+a}
5. Dostáváme kvadratickou rovnici {\displaystyle a^{2}-a-2=0}

{\displaystyle a=2}
{\displaystyle a=-1}
1. {\displaystyle x=10^{2}=100}
2. {\displaystyle x=10^{-1}=0{,}1}

1. Podmínky řešení neovlivní a tím je rovnice vyřešena.

#### 3. rovnice
1. {\displaystyle x=\log _{2}4-\log _{2}8+\log _{2}16}
2. Použijeme vzorec 5.

{\displaystyle x={\frac {\log _{2}4}{\log _{2}2}}-{\frac {\log _{2}8}{\log _{2}2}}+{\frac {\log _{2}16}{\log _{2}2}}}
1. {\displaystyle x={\frac {2}{1}}-{\frac {3}{1}}+{\frac {4}{1}}}
2. {\displaystyle x=3}

### S pomocí kalkulačky
1. {\displaystyle (3-x)\cdot \log 2=(2-x)\cdot \log 4}
2. Vynásobíme závorky s logaritmem:
{\displaystyle 3\cdot \log 2-x\cdot \log 2=2\cdot \log 4-x\cdot \log 4}
3. Výrazy s neznámou x osamostatníme na jednu stranu rovnice:
{\displaystyle -x\cdot \log 2+x\cdot \log 4=2\cdot \log 4-3\cdot \log 2}
4. Vytkneme x:
{\displaystyle x\cdot (-\log 2+\log 4)=2\cdot \log 4-3\cdot \log 2}
5. Připravíme si rovnici k vyřešení a vypočítáme na kalkulačce:
{\displaystyle x={\frac {-\log 2+\log 4}{2\cdot \log 4-3\cdot \log 2}}}
6. {\displaystyle x={\frac {-\log 2+\log 4}{\log 4^{2}-\log 2^{3}}}}
7. Vypočítáme na kalkulačce:
{\displaystyle x={\frac {-\log 2+\log 4}{\log 16-\log 8}}}
8. Výsledek je:
{\displaystyle x=1}

Tím je vyřešená logaritmická rovnice.

### Substituce
1. {\displaystyle (\log _{2}x)^{2}-\log _{2}x-2=0}
Poznámka: {\displaystyle (\log _{2}x)^{2}=\log _{2}^{2}x}
  1. Podmínkou je, že {\displaystyle x>0}
2. Zavedeme substituci {\displaystyle a=\log _{2}x} čili:
{\displaystyle a^{2}-a-2=0}
3. {\displaystyle (a-2)(a+1)}
4. Nyní máme výsledky kvadratické rovnice:
  1. {\displaystyle a_{1}=2}
  2. {\displaystyle a_{2}=-1}
5. Vyřešíme obě rovnice:
  1. {\displaystyle \log _{2}x=2}
    1. Z pravidla víme, že {\displaystyle y=\log _{a}x=>a^{y}=x} čili:
{\displaystyle x=2^{2}}
    2. {\displaystyle x=4}

  2. {\displaystyle \log _{2}x=-1}
    1. Z pravidla víme, že {\displaystyle y=\log _{a}x=>a^{y}=x}, čili:
{\displaystyle x=2^{-1}}
    2. {\displaystyle x={\frac {1}{2^{1}}}}
    3. {\displaystyle x={\frac {1}{2}}}

Oba výsledky vyhovují (dle podmínky) a tím je logaritmická rovnice vyřešena.